# Магдалена (річка)
Магдале́на (ісп. Magdalena) — одна з головних річок Колумбії, що тече з півдня на північ через західну її частину.

## Етимологія
Річка була відкрита іспанцями 1501 року і названа іспанським конкістадором Родріґо де Бастідасом (1460—1527) Ріо-Ґранде-де-ла-Маґдалена (ісп. El río grande de la Magdalena, «Велика річка святої Магдалини») на честь біблійного персонажа Марії Магдалини.
У корінних народів була відома під назвами Ґваякайо (кечуа «Річка могил»), Юма (чибча «Річка дружньої країни»), Карипуана (кариб. «Велика вода»).

## Течія
Починається річка на півдні Центральної Кордильєри Колумбійських Андів.
До міста Наре протікає по міжгірній западині, між Центральною та Східною Кордильєрами.
Далі тече по Прикарибській низовині і впадає в Карибське море біля міста Барранкілья.
В середній течії — численні пороги.

## Характеристики
Довжина річки становить 1 540 км.
Площа басейну — 260 тис. км².
Паводки в квітні-травні та вересні-листопаді. Межень в грудні-березні та липні-серпні.
Пересічні витрати води 8-10 тис. м³/с.

## Використання
Регулярне судноплавство від міста Ла-Дорада (800 км); від міста Онда до міста Нейва (370 км) — у високу воду придатна для дрібних суден. В нижній течії до порту Картагена прокладений судноплавний канал Діке.
На річці розташовані такі великі міста:
- Нейва,
- Гірардот,
- Пуерто-Берріо,
- Барранкабермеха,
- Пуерто-Вільчес,
- Маганге,
- Барранкілья.

## Каскад ГЕС
На річці розташовані ГЕС El Quimbo, ГЕС Бетанія.